# Antoni Galikowski
Antoni Maria Wincenty Galikowski OFM (ur. 22 stycznia 1879 w Łęgu koło Czerska, zm. 30 października 1950 w Siemianowicach Śląskich) – polski kapłan, franciszkanin, prowincjał.
Antoni Galikowski należał do górnośląskiej Prowincji Wniebowzięcia NMP Zakonu Braci Mniejszych – Franciszkanów, której był prowincjałem w latach 1938-1950.
Rodzicami o. Galikowskiego byli Jan i Maria z domu Żynda. Zakonnik urodził się 22 stycznia 1879 w Łęgu koło Czerska. Ukończył pruską szkołę powszechną w 1893. W 1898 wstąpił do prowadzonego przez werbistów Niższego Seminarium Duchownego w Nysie. Naukę kontynuował w Mödling koło Wiednia. W 1904 o. Galikowski został przyjęty do franciszkanów przez o. Anastazego Szpręgę OFM. Nowicjat odbywał w Leżajsku w Galicyjskiej Prowincji Niepokalanego Poczęcia NMP (potocznie zwanej bernardyńską). Po złożeniu pierwszej profesji i uzupełnieniu wykształcenia w Sokalu odbył studia filozoficzno-teologiczne w Krakowie i Lwowie w latach 1907-1911. Święcenia kapłańskie przyjął 2 lutego 1910 we Lwowie z rąk bpa Władysława Bandurskiego. Po powrocie do macierzystej prowincji pracował najpierw we Wronkach, a następnie w Miejskiej Górce na Goruszkach. Studiował filozofię w Berlinie, Wrocławiu oraz ostatecznie w Poznaniu, uzyskując w 1921 tytuł doktora.
Gdy w 1923 odrodziła się franciszkańska Prowincja Niepokalanego Poczęcia NMP w Prusach Wschodnich i w Wielkim Księstwie Poznańskim, o. Galikowski został profesorem studium zakonnego w klasztorze we Wronkach. W latach 1926–1929 studiował w Rzymie w Instytucie Archeologii Chrześcijańskiej, uzyskując tytuł doktora teologii. Po powrocie do Polski wykładał we Wronkach. Od 1932 do 1935 był kustoszem prowincji, która w 1932 zaczęto nazywać Prowincją Wniebowzięcia NMP. Kongregacja dla Zakonników powołała 2 maja 1938 nowy jej zarząd. O. Galikowski został wybrany prowincjałem.
Na wiosnę 1939 o. Galikowski wziął udział w kapitule generalnej zakonu w Asyżu, na której m.in. wygłosił mowę o Duchu Świętym. Tego samego roku w sierpniu udał się na Polesie i Wołyń, by zbadać możliwości założenia klasztoru w obrządku wschodnio-słowiańskim. Tam zastała go II wojna światowa. W czasie okupacji niemieckiej przebywał w klasztorach Prowincji Matki Bożej Anielskiej we Lwowie, Bieczu, Pilicy oraz Zakliczynie. W czasie wojny prowadził tajne wykłady dla alumnów franciszkańskich.
W 1945 powrócił do prowincji macierzystej na Górnym Śląsku i w Wielkopolsce. Do 1950 był prowincjałem. Za jego rządów przejęto placówki zakonne w Wejherowie, Opolu, Wschowie i Poznaniu. W 1950 władze zakonne wybrały nowy zarząd prowincji, w którym o. Galikowski był kustoszem. Zmarł w szpitalu 30 października 1950 w Siemianowicach Śląskich. Pochowany na cmentarzu zakonnym w Katowicach-Ligocie.